# Archicebus achilles
Archicebus achilles es una especie extinta de primate haplorino que habitó en lo que ahora es China a principios del Eoceno hace alrededor de 55 millones de años. La especie se describió a partir de un fósil descubierto en la provincia de Hubei en China y se clasificó dentro de su propio género (Archicebus) y familia (Archicebidae). En términos evolutivos se ubica poco después del ancestro común que dio origen a los antropoides, que a la postre dieron origen a los humanos, y tarsiformes actuales, como ancestro directo de las especies de este segundo grupo. Fue un primate muy pequeño, de hábitos diurnos, arbóreo, con una dieta basada en insectos. Los restos de este animal se consideran los mejor conservado que se conocen entre los primates primitivos y aporta evidencia importante sobre el sitio y momento donde se originó este grupo.

## Descubrimiento
El descubrimiento del fósil tuvo lugar hace una década por parte de un granjero local en una formación rocosa cerca al curso del río Yangtze, en la provincia de Hubei en China; pero se requirió de un riguroso análisis que duró varios años para definirlo como especie en 2013, a cargo de un equipo de científicos del Instituto de Paleontología de Vertebrados y Paleoantropología de la Academia China de Ciencias, liderado por el palentólogo Xijun Ni, en colaboración con la revista científica Nature.
El espécimen fue bautizado por sus descubridores como Archicebus achilles. La etimología en griego de su género significa mono antiguo -arche- de cola larga -cebus-. El epíteto achilles (Aquiles en castellano) hace referencia al parecido que tiene el hueso de su talón con el de los primeros primates parecidos al hombre.

## Clasificación
Basados en la comparación morfológica con numerosas especies vivientes y extintas se concluyó que A. achilles es un haplorrino primitivo que se ubica dentro de los primeros tarsiformes, relacionado con la familia extinta Omomyidae. A los haplorrinos pertenecen los antropoides y entre ellos los humanos. Esto significa que la especie comparte el mismo ancestro común más reciente que los humanos y que se ubica en la escala temporal algunos millones de años después de la separación de los antropoides y los tarsiformes.

### Filogenia
Cladograma según análisis de Xijun Ni et al. de 2013:

|  | †Adapiformes |
|  |              |
|  | Lemuriformes |
|  |              |

|  | †Archicebus                                              |
|  |                                                          |
|  | \| \| †Omomyidae \| \| \| \| \| \| Tarsiidae \| \| \| \| |
|  |                                                          |
|  | †Omomyidae                                               |
|  |                                                          |
|  | Tarsiidae                                                |
|  |                                                          |

|  | †Omomyidae |
|  |            |
|  | Tarsiidae  |
|  |            |

|            | Platyrrhini                                                     |
|            |                                                                 |
| Catarrhini | \| \| Cercopithecoidea \| \| \| \| \| \| Hominoidea \| \| \| \| |
|            | \| \| Cercopithecoidea \| \| \| \| \| \| Hominoidea \| \| \| \| |
|            | Cercopithecoidea                                                |
|            |                                                                 |
|            | Hominoidea                                                      |
|            |                                                                 |

|  | Cercopithecoidea |
|  |                  |
|  | Hominoidea       |
|  |                  |

|  | †Archicebus                                              |
|  |                                                          |
|  | \| \| †Omomyidae \| \| \| \| \| \| Tarsiidae \| \| \| \| |
|  |                                                          |
|  | †Omomyidae                                               |
|  |                                                          |
|  | Tarsiidae                                                |
|  |                                                          |

|  | †Omomyidae |
|  |            |
|  | Tarsiidae  |
|  |            |

|            | Platyrrhini                                                     |
|            |                                                                 |
| Catarrhini | \| \| Cercopithecoidea \| \| \| \| \| \| Hominoidea \| \| \| \| |
|            | \| \| Cercopithecoidea \| \| \| \| \| \| Hominoidea \| \| \| \| |
|            | Cercopithecoidea                                                |
|            |                                                                 |
|            | Hominoidea                                                      |
|            |                                                                 |

|  | Cercopithecoidea |
|  |                  |
|  | Hominoidea       |
|  |                  |

|  | †Adapiformes |
|  |              |
|  | Lemuriformes |
|  |              |

|  | †Archicebus                                              |
|  |                                                          |
|  | \| \| †Omomyidae \| \| \| \| \| \| Tarsiidae \| \| \| \| |
|  |                                                          |
|  | †Omomyidae                                               |
|  |                                                          |
|  | Tarsiidae                                                |
|  |                                                          |

|  | †Omomyidae |
|  |            |
|  | Tarsiidae  |
|  |            |

|            | Platyrrhini                                                     |
|            |                                                                 |
| Catarrhini | \| \| Cercopithecoidea \| \| \| \| \| \| Hominoidea \| \| \| \| |
|            | \| \| Cercopithecoidea \| \| \| \| \| \| Hominoidea \| \| \| \| |
|            | Cercopithecoidea                                                |
|            |                                                                 |
|            | Hominoidea                                                      |
|            |                                                                 |

|  | Cercopithecoidea |
|  |                  |
|  | Hominoidea       |
|  |                  |

|  | †Archicebus                                              |
|  |                                                          |
|  | \| \| †Omomyidae \| \| \| \| \| \| Tarsiidae \| \| \| \| |
|  |                                                          |
|  | †Omomyidae                                               |
|  |                                                          |
|  | Tarsiidae                                                |
|  |                                                          |

|  | †Omomyidae |
|  |            |
|  | Tarsiidae  |
|  |            |

|            | Platyrrhini                                                     |
|            |                                                                 |
| Catarrhini | \| \| Cercopithecoidea \| \| \| \| \| \| Hominoidea \| \| \| \| |
|            | \| \| Cercopithecoidea \| \| \| \| \| \| Hominoidea \| \| \| \| |
|            | Cercopithecoidea                                                |
|            |                                                                 |
|            | Hominoidea                                                      |
|            |                                                                 |

|  | Cercopithecoidea |
|  |                  |
|  | Hominoidea       |
|  |                  |

## Paleobiología

### Tamaño
A partir de los restos bien preservados y en análisis comparativo con respecto a otros primates actuales, se estima que el peso corporal pudo rondar los 30 gramos. Con este peso se ubica en el mismo nivel que el primate más pequeño que se conoce actualmente: el lémur ratón de Berthe Microcebus berthae. Su cráneo mide 25 mm de largo y 17 de ancho y la longitud de la cabeza y el cuerpo de A. achilles es de 96 mm. A pesar de pertenecer a la línea de los tarsiformes, en general sus proporciones corporales guardan mayor relación con los antropoides vivientes que con los tarseros actuales.

### Hábitos y dieta
De acuerdo a los estudios realizados en primates vivientes, el tamaño de las órbitas predice los hábitos diurnos y nocturnos de cada especie. Las especie con órbitas más pequeñas tienden a ser diurnos y los de órbitas grandes nocturnos. El diámetro esperado de la órbita para un primate nocturno del tamaño de A. achilles es mayor que el medido en el cráneo de esta especie, lo cual permite concluir que se trataba de un primate diurno.
El tipo de dieta es otro aspecto que se correlaciona bien con el tamaño corporal. Los primates más grandes tienden a ser folívoros, mientras los de tamaño reducido tienden a ser frugívoros e insectivoros. Con el peso estimado de solo 30 gramos debió requerír una dieta rica en calorías, similar a los primates actuales de similar tamaño, provista por insectos, frutas y gomas. Otra característica que apoya este postulado es su morfología dental similar a los primates insectívoros modernos. Para la época en que vivió la especie era de esperarse que este tipo de alimento fuese abundante, dadas las altas temperaturas que favorecían el crecimiento de grandes áreas boscosas.
Sus miembros proporcionalmente largos y adaptados para agarrar sugieren que era arbóreo y su larga cola, que podía medir el doble de su longitud corporal, le servía para mantener el equilibrio al saltar entre las ramas.

## Importancia del descubrimiento
La importancia de este espécimen reside en que permitirá esclarecer la base del árbol evolutivo que separó a los primates antropoides (monos, simios y humanos) de otros que engloban a los actuales tarseros, un género que engloba a ocho especies que viven en los campos de bambú de Asia. Según Xijun Ni, líder de la expedición que descubrió la especie:

Archicebus marca la primera vez que tenemos un panorama razonablemente completo de cómo eran los primates cercanos al momento de divergencia entre los tarsiformes y los antropoides. Representa un gran paso adelante en nuestro esfuerzo por trazar el curso de las primeras fases de la evolución de los primates y los humanos.

El hallazgo aporta evidencia a la teoría del origen de los primates en Asia y no en África, y por la antigüedad de esta especie, también apoya el concepto del origen de los primates poco después de la desaparición de los dinosaurios hace cerca de 65 millones de años.